# オトネタ
『オトネタ』はマキタスポーツの1枚目のアルバム。

## 収録曲
全作詞・作曲・編曲：マキタスポーツ
1. 0点の音楽~何も感じない歌
2. 若き衝動I
3. 作詞作曲モノマネシリーズ「piss~シーシーゲーム~」（もしもMr.Childrenがトイレの事を歌ったら）
4. 作詞作曲モノマネシリーズ「コーヒー★ギュウニュー」（もしも奥田民生がお風呂の事を歌ったら）
5. 作詞作曲モノマネシリーズ「彷徨える蒼きバス・コミュニケーションでいいんじゃない」（もしもB'zがお風呂の事を歌ったら）
6. 作詞作曲シリーズ「Bath timin’ blue~世界中のお風呂嫌いの子供達へ~」（もしも佐野元春がお風呂の事を歌ったら）
7. 若き衝動II
8. 渋谷青春歌謡2010
9. クリスマスソング1(デスメタル篇)
10. クリスマスソング2(ムード歌謡篇)
11. クリスマスソング3(シャンソン篇)
12. 若き衝動III
13. 作詞作曲モノマネシリーズ「漢風呂」（もしも初期エレファントカシマシがお風呂の事を歌ったら）
14. 作詞作曲モノマネシリーズ「フロハイラナイカイ~TU・TU・MOTA・SE~」（もしも岡村靖幸がお風呂の事を歌ったら）
15. 作詞作曲モノマネシリーズ「サンボマスターはお湯に語りかける~美しき日本の銭湯~」（もしもサンボマスターがお風呂の事を歌ったら）
16. 0点の音楽~オーシャンブルーの風のコバルトブルー

| スタブアイコン | サブスタブ | この項目は、まだ閲覧者の調べものの参照としては役立たない、アルバムに関連した書きかけの項目です。この項目を加筆・訂正などしてくださる協力者を求めています（P:音楽/PJ:アルバム）。 |